# Bo (pies)

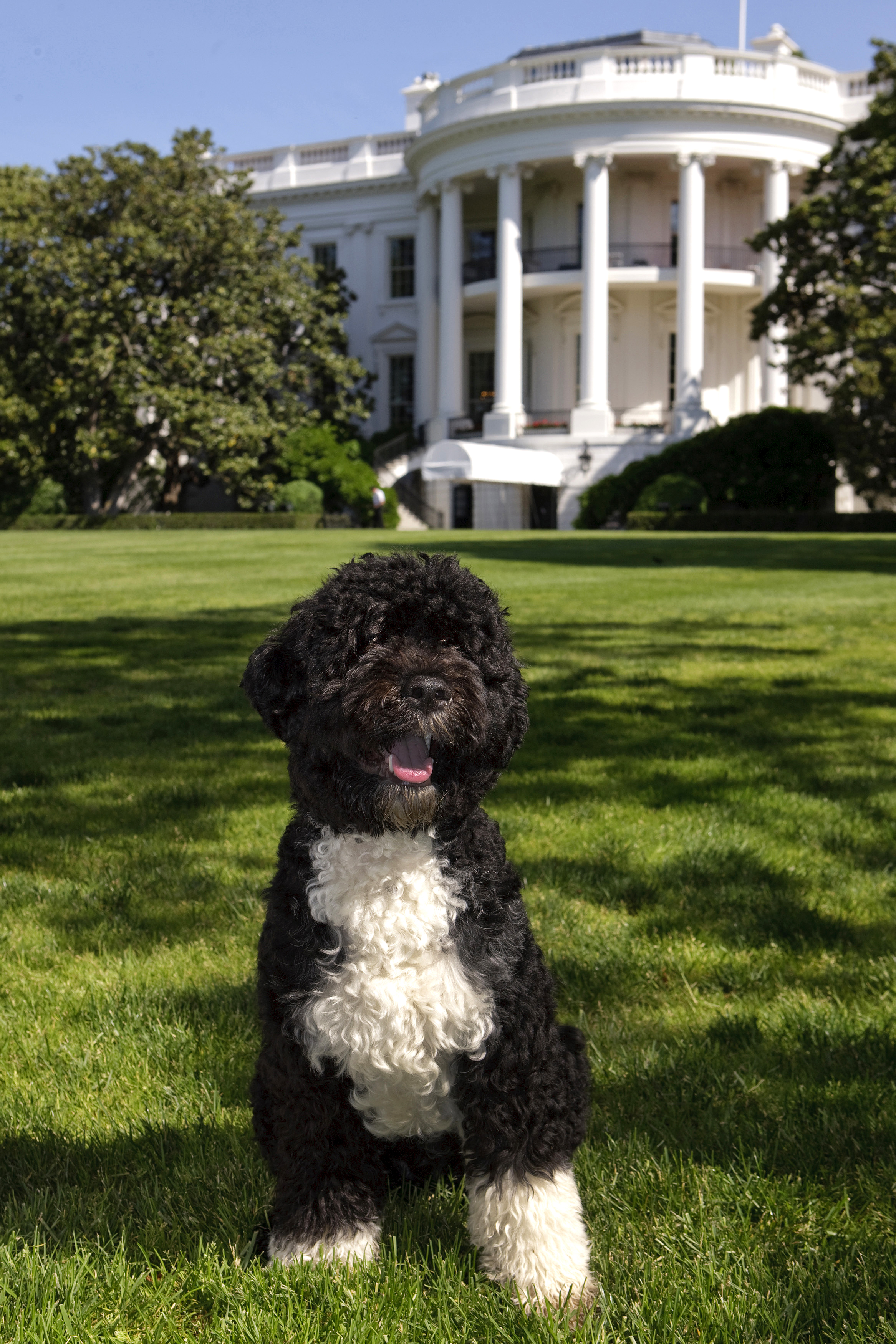
Oficjalny portret psa Bo na tle Białego Domu

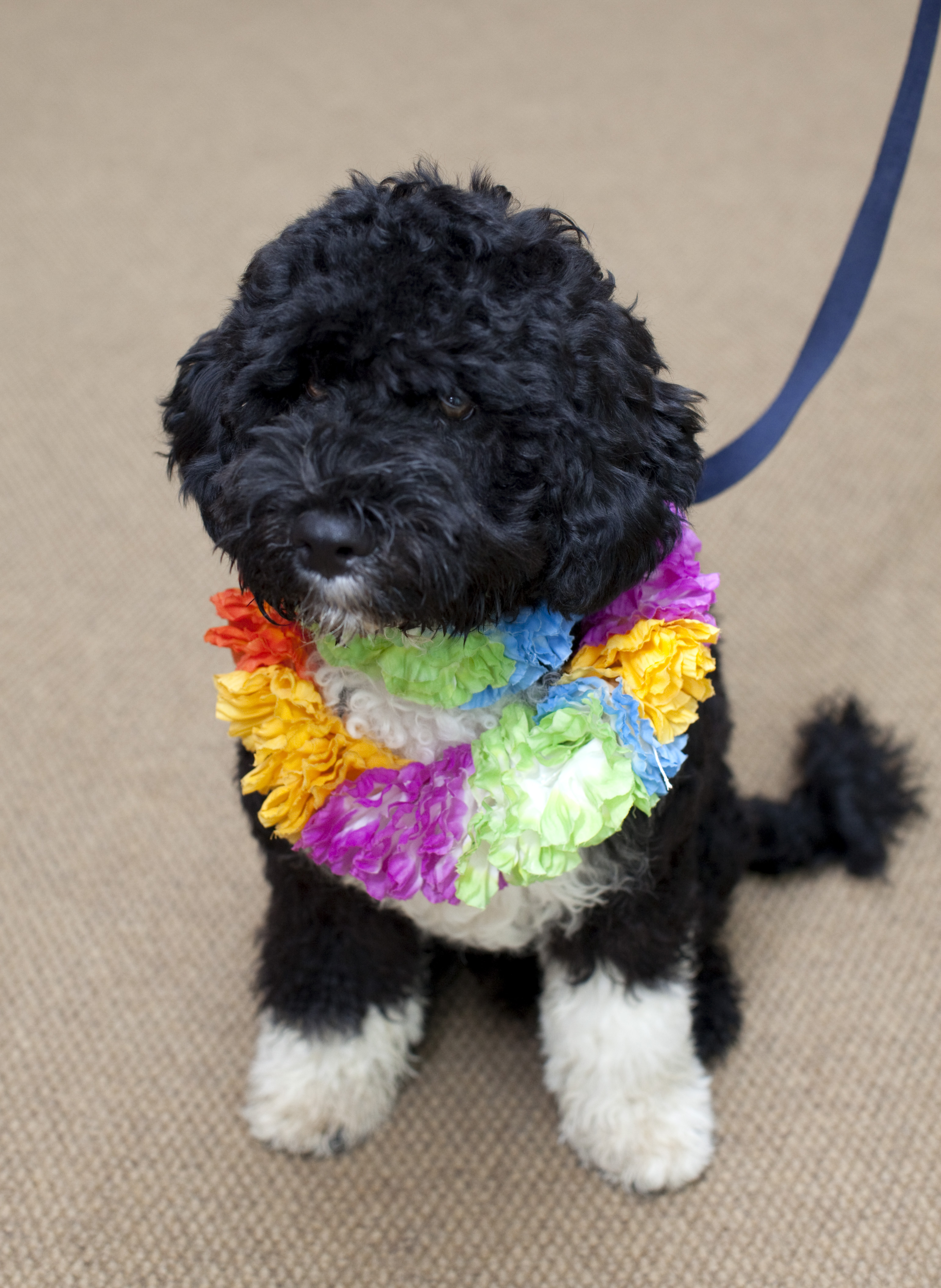
Kilkumiesięczny Bo

Bo (znany także jako: Bo, Charlie, Amigo's New Hope, First Dog) (ur. 9 października 2008, zm. 8 maja 2021) – pies rasy portugalski pies wodny należący do byłego prezydenta Stanów Zjednoczonych Baracka Obamy.

## Życiorys
Początkowo został zarejestrowany jako Amigo's New Hope w rejestrze Amerykańskiego Stowarzyszenia Psów. Nosił także imię Charlie. Został nazwany Bo przez Malię i Sashę Obamę, córki prezydenta Baracka Obamy, na cześć piosenkarza Bo Diddleya, który zmarł w roku narodzin psa. Pies oficjalnie pojawił się w Białym Domu 14 kwietnia 2009 roku, miał być wcześniej podarowany Obamie przez senatora Teda Kennedy’ego. Zgodnie z przepisami Obama musiał rozliczyć się z prezentu, którego wartość wynosiła 1600 USD.

## Odbiór
Kilka dni po pojawieniu się Bo w Białym Domu, została wydana o nim książka dla dzieci, zatytułowana „Bo. America's Commander in leash”. Bo jako pies Obamy pojawił się w komiksie Marvela pt. Lockjaw and the Pet Avengers, a także wystąpił w ośmiu innych komiksach.
W czerwcu 2009 roku Biały Dom wyemitował kartę baseballową z wizerunkiem Bo. Na odwrocie karty umieszczone zostały informacje o psie. Informacje o karcie zostały opublikowane na oficjalnym blogu Białego Domu.
Bo wystąpił w dwóch odcinkach programu telewizyjnego Dogs 101.
O psie pisano w takich tytułach jak „The Washington Post” czy „The New York Times”. Produkowano również zabawki z podobizną Bo.